# ポリプ

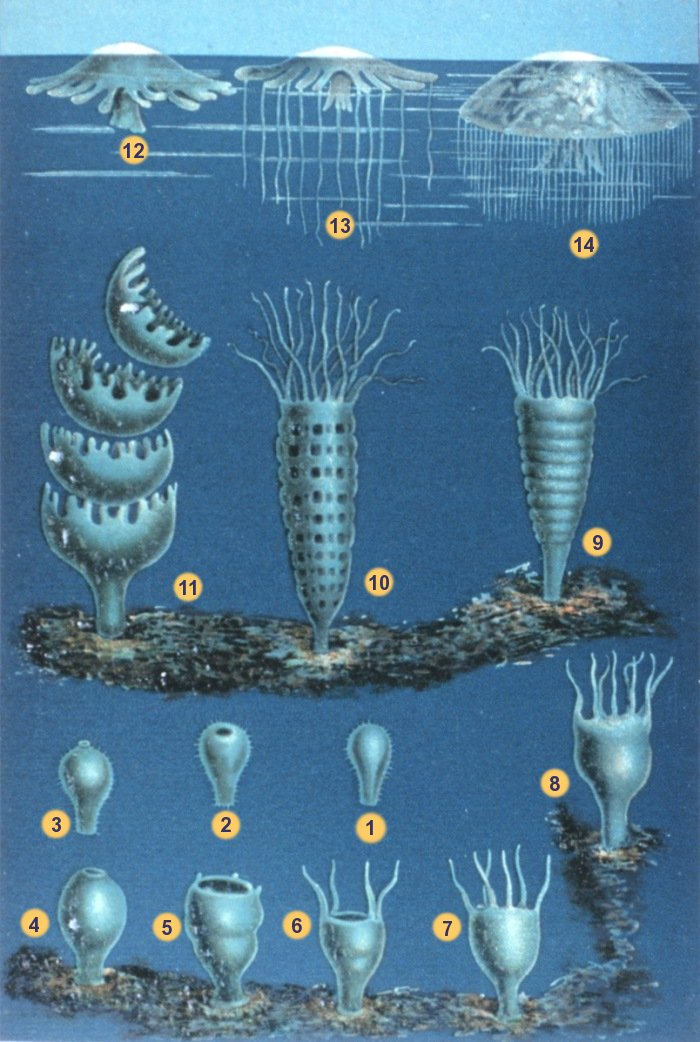
一般的な鉢クラゲの生活環。1‐3.プラヌラ（浮浪幼虫）として生育の場を探す期間
4-8.ポリプ世代
9-11.ポリプ世代の横分体形成
12以降はメデューサ世代（クラゲ世代）

ポリプ（英: polyp）とは、刺胞動物に見られるの体の構造のひとつであり、イソギンチャクのように固着して触手を広げる形態を指す。

## 概説
刺胞動物は放射相称の体制と、出口のない袋状の消化管を持つことが特徴である。その形態には大きく二つの型がある。一つはここに説明するポリプ (polyp) であり、もう一つはクラゲである。刺胞動物の多くはこのどちらかの形態を持つが、ポリプ期はほとんどの分類群で見られる。ポリプ期を持たないものは、硬クラゲ類や一部の鉢虫類などに限られる。生活環の中で両方を持つ種では、ポリプ期に無性生殖、クラゲ期に有性生殖を行う世代交代が見られる。なお、この二つの型の中間型としてアクチヌラがある。

## 形態
ポリプは基質上に定着し、固着性の生活に適した形を示す。体はほぼ円筒形であるが、バリエーションはさまざまであり、細長い形、平らな形、円錐に近い形などが存在する。
円筒状の体の両側に平らな面があり、片方の中央部に口を、もう片方の基質への付着部を備える。口を含む端は多くの場合口盤（こうばん）というほぼ円形の面を成す。口盤の周囲には多数の触手が並び、種によっては口の周囲に口触手を持つ。基質への付着部については、イソギンチャク類では足盤と言われる筋肉に富んだ構造となっており、接着の働きを持ちながらも、ゆっくりと移動が可能である。逆に、基質への付着部が骨格で固定する構造であったり、根のように張り付く構造であったりして、全く移動できない種も少なくない。
口の内部には消化管存在し、ヒドロ虫類では単純な袋になっているが、それ以外の分類群では胃腔を仕切る隔壁が存在する。隔壁は胃腔壁が間充織と共に縦方向の壁を形成することによって生じる。隔壁の数は分類群によって異なり、花虫類では8や6の倍数など多くの隔壁を持つ種が多いのに対して、鉢虫類では4枚の隔壁を持つ。
一部のポリプは殻や鞘を持つ。花虫類では、内部に石灰質の共同骨格を発達させる石サンゴ類や、骨質の骨格を持つ宝石サンゴなど、さまざまな骨格を持つ種が知られる。ヒドロ虫類では、内部に骨格を持つ種はないものの、外側の表面に殻を作る種は多い。

## 生活
ポリプ基本的に固着生活に適応した形態であり、群体ヒドラや造礁サンゴのように完全に固着して生活する例が典型的である。しかし、多少の移動能力を備えた種も存在する。たとえばイソギンチャクは筋肉質の足盤を用い、ゆっくりながら自らの位置を変えることができる。また淡水産のヒドラは口部を使い、ヒルのように体を伸縮させて移動する場合があるほか、オヨギイソギンチャクのように水中を浮遊し、触手を振って遊泳する種も知られている。
また、動くもの固着して生活する種も見られる。イソギンチャク類にはカニやヤドカリと共生する例が複数知られ、イソギンチャクは宿主を利用して移動範囲を広げる一方、ヤドカリはイソギンチャクの刺胞毒によって捕食者からの防御効果を得る。類似の共生関係はヒドロ虫類にも報告されている。
反対に、固着せず足盤を持たないハナギンチャク類では体の後端が単に細まるのみで、砂底に掘った粘液質の巣穴に身を潜める。これらの種は巣穴から体前端を伸ばして触手を広げ、刺激を受けると瞬時に巣穴へ引き込むという行動をとる。
さらに、浮遊性へと適応したポリプも存在する。ギンカクラゲなどはクラゲとして扱われてきたが、現在では浮きを持って浮遊するようになったポリプの群体であると考えられている。また、管クラゲは群体であるが、その構成個体のうち栄養個虫や生殖個虫はポリプ型である。

## 生活環との関連
刺胞動物の生活環には、ポリプのみを持つもの、ポリプとクラゲの両型を持つもの、さらにはクラゲ型のみを示すものが存在する。ポリプのみを持つ種では、ポリプに生殖腺が発達するが、クラゲ型を形成する種では、生殖腺は必ずクラゲ期に発達する。
ポリプは多くの場合、無性生殖によって個体数を増やす。無性生殖の様式は分類群によって多様で、縦分裂・横分裂、出芽などが見られる。増殖した個体がそのままつながって群体を形成する例も多く見られる。
ポリプからクラゲが形成される過程も無性生殖の一形態に含まれる。ヒドロ虫類では出芽によってクラゲが生じ、鉢虫類では分裂による。一方、箱クラゲ類では幼生全体が変形して直接クラゲとなる。

## 分類群との関連
花虫綱に属する種はすべてポリプ型のみで生活し、生殖腺もポリプに形成される。卵から発生したプラヌラ幼生は基質に定着するとポリプへと発達する。それらは多くの場合群体を形成するが、単体で大型に成長する種も少なくない。
鉢虫綱ではクラゲ型が成体であり、ポリプは幼生期のみに存在する。通常は単体で生活し、無性生殖によって個体数を増やす例が多い。
ヒドロ虫類にはクラゲ型とポリプ型の両方が見られ、同一種内でも両形態がよく発達するものから、片方のみが顕著に発達するもの、あるいはほとんど現れないものまで変異の幅が大きい。ポリプは群体性が主流だが単体生活の種もあり、大型化するものは稀である。特に群体性では個虫が多様に分化し、触手を失って口だけを持つ栄養個虫や、クラゲを産生する生殖個虫などが存在する。なお、ヒドロ虫類のポリプはヒドロ花と呼ばれることがある。
ヒドロ虫類の群体性ポリプでは個虫の形態に分化が見られる場合があり、触手が退化して口だけになった栄養個虫やクラゲを生み出す生殖個虫などが存在する。

## 系統の問題
ポリプはほとんどすべての刺胞動物に見られるもので、この類の基本的な体制であると見なせる。しかし、その細部の構造は群によって異なる。構造的には花虫類が最も複雑で隔壁などの構造が発達する一方、ヒドロ虫類が最も単純で内部に単純な胃しか持たない。また、花虫類は一見放射相称に見えるが、細部を見ると、実は左右対称であることも分かる。このため、花虫類の方がヒドロ虫類よりも高度である。ところが、刺胞の多様性の観点からは、花虫類では刺胞の種数は少ない一方で、ヒドロ虫類ははるかに多様な刺胞を備えるため、ヒドロ虫類の方が花虫類よりも高度である。
このようなねじれ的現象が見られるため、多細胞動物の系統については古くから議論があった。古典的な動物系統分類の主流であるヘッケル派は、多細胞動物の起源を中空の鞭毛虫の群体に求め、そこに胃腔が生じることで放射相称の体勢が生じ、さらに左右相称の動物が生まれたと考えた。この見解からは、刺胞動物の中では構造の単純なヒドロ虫類が原始的で、構造が複雑な花虫類が進化したものと考えられる。この場合、花虫類の内部構造に左右相称性が見られることは、左右相称の動物への進化の過程を示すものと解釈される。
これに異を唱えたのが刺胞動物研究者のハッジである。彼はヒドロ虫類の構造が単純である一方刺胞の細胞レベルでは高度に分化していること、花虫類の構造は複雑であるが細胞レベルでは単純であることに着目し、左右対称の匍匐性の多細胞動物が、固着性に適応して放射相称性を獲得し、構造が単純になる方向へ進化したとする新しい説を提唱した。この説では、花虫類の内部に左右相称性が見られることは、左右相称性の祖先の形質が残っているものと解釈される。